# Tankesmedjan i P3
För organisationsformen, se tankesmedja.
Tankesmedjan i P3 var ett satirprogram i Sveriges Radio P3 som sändes mellan 2010 och 2023. Det bestod till största delen av satiriska krönikor, debatter och diskussioner som i regel tog avstamp i aktuella nyhetshändelser.
Programmet sändes onsdagar klockan 23.07 men släpptes som podcast redan klockan 16 samma dag. Det producerades först av SR i Malmö, och senare av produktionsbolaget Tredje Statsmakten Media för SR i Stockholm. I april 2013 tilldelades redaktionen Ikarospriset för Årets humor.
Första programmet hördes 11 januari 2010 och panelen bestod då av Sara Hansson, Liv Strömquist, Simon Svensson samt Jonatan Unge. Programmets första producent Kalle Lind förekom vid enstaka tillfällen som "gästsmed".
I mars 2023 bestod redaktionen av Albin Olsson, Charlotte Wandt, Christoffer Nyqvist, Laura Ingemarsson och Sebastian Nowacki. Sista avsnittet av programmet sändes 28 juni 2023.
Från januari 2015 till maj 2016 gjorde redaktionen bakom Tankesmedjan även poddradioprogrammet Veckans boss med Tankesmedjan.

## Panel
- Sara Hansson (2010–2013)
- Liv Strömquist (2010–2013)
- Simon Svensson (2010–2011)
- Jonatan Unge (2010–2014)
- Nanna Johansson
- Ola Söderholm
- Kristoffer "Kringlan" Svensson
- Emma Knyckare (2011–2013)
- Moa Lundqvist (?–2014)
- Dilan Apak (2013–2016)
- Ahmed Berhan Omer (?–2015)
- Johannes Finnlaugsson (?–2016)
- Petrina Solange (?–2016)
- Isak Jansson (?–2018)
- Clara Kristiansen (?–2018)
- Johanna Wagrell (?–2018)
- Messiah Hallberg (?–2018)
- Elinor Svensson (?–2018)
- Anna Björklund (2018–2020)[4][5]
- Christopher Garplind (2018–2021)[4]
- Fredrik Söderholm (2018–2019)[4]
- Moa Wallin (2018–2022)
- Albin Olsson
- Charlotte Wandt
- Christoffer Nyqvist
- Laura Ingemarsson
- Sebastian Nowacki